# Dalweg 16 (Baarn)
Het pand Dalweg 16 is een gemeentelijk monument in Baarn in de provincie Utrecht.
Links van de hal waren een salon en een zitkamer, rechts een spreekkamer annex keuken. Het symmetrische pand werd in 1880 gebouwd. Nadien is het vaak verbouwd. De lage aanbouwen dateren van na 1919. Achter het pand lag een park dat doorliep tot aan de Eemnesserweg. Sinds 1938 is een schilderswinkel (voorheen Schmidt, nu Schmidt-Koelewijn) in het pand gevestigd.